# Zugsalbe
Zugsalbe oder Ziehsalbe ist ein meist rezeptfrei erhältliches Arzneimittel in Salbenform, welches traditionell bei leichten, lokal begrenzten, eitrigen Entzündungen der Haut- und Weichteilgewebe eingesetzt werden kann. Für die pharmakologische Wirksamkeit von Zugsalbe gibt es keine wissenschaftlichen Belege. Zugsalben können aus Ölschiefern oder auf Basis pflanzlicher Bestandteile hergestellt werden. Unter anderem werden Salbenzubereitungen mit dem Wirkstoff Ammoniumbituminosulfonat als „Zugsalbe“ vermarktet.

## Verwendung in der Humanmedizin
Für die Wirksamkeit von Zugsalben bei Haut- und Weichteilinfektionen, wie Abszessen, gibt es keine wissenschaftlichen Belege und ihr Einsatz gilt als umstritten. Die Anwendung bei Analabszessen oder Ulcus cruris venosum ist veraltet und entspricht nicht den modernen Behandlungsstandards.
Einige Zugsalben haben in Deutschland eine Zulassung für die Behandlung von Abszessen, z. B. bei Acne conglobata. Zugsalben werden in manchen Lehrbüchern als Beispiel für hyperämisierende Medikamente genannt, um eine Abszedierung („Reifung“) lokaler Haut- und Weichteilinfektionen (z. B. bei Brustentzündung, Furunkel oder Karbunkel) zu beschleunigen.
Die einzige sichere Methode zur Behandlung eines Hautabszesses besteht darin, die Abszesshöhle chirurgisch zu öffnen und den Eiter abzuleiten.

## Arzneirechtliche Bestimmungen der Veterinärmedizin
Ammonium- und Natriumbituminosulfonat sind zur äußerlichen Anwendung bei allen lebensmittelliefernden Tieren (einschließlich milchliefernde) zugelassen und in Anhang II der Verordnung (EWG) Nr. 2377/90 über Höchstmengen für Tierarzneimittelrückstände in Nahrungsmitteln gelistet. Inhaltsstoffe werden aber zu einem geringen Teil resorbiert und können zu Geschmacksveränderungen des Fleisches oder der Milch führen.

## Zugpflaster
Zugpflaster sind mit Zugsalbe versehene Pflaster. Zugpflaster (Ziehpflaster, Attraktiva) waren bereits im Mittelalter (zuc-phlaster oder kurz zuc) zur vermeintlichen Entfernung von Giftstoffen, Exsudaten und Eiter aus Geschwüren und offenen Wunden gebräuchlich. Als Eitersalbe (bzw. Eitersälblein) wurde im Mittelalter eine, die Bildung von Eiter in Wunden fördernde Salbe bezeichnet.

## Handelsnamen
Monopräparate
Zugsalbe effect (DE), Thiobitum Salbe (DE), Ichtholan Salbe (DE, AT, CH), Leukichtan (AT), Schwarze Salbe (DE)
Kombinationspräparate
Aknederm Salbe (DE), ilon Salbe classic (DE)